# Kenan & Kel (lied)
Kenan & Kel is een lied van het Nederlandse rapper Sevn Alias. Het werd in 2021 als single uitgebracht en stond in hetzelfde jaar als elfde track op het album Six summers.

## Achtergrond
Kenan & Kel is geschreven door Tevin Irvin Plaate en Sevaio Mook en geproduceerd door Spanker. Het is een nummer dat past in de genres nederhop en trap. In het lied rapt Sevn Alias over de band die hij heeft met sommige "broeders", goede vrienden om zich heen. Hij vergelijkt hun relatie met die van de hoofdpersonages in de serie Kenan & Kel. In de bijbehorende videoclip is Sevn Alias meermaals te zien met zijn eigen broertje.

## Hitnoteringen
De rapper had bescheiden succes met het lied in Nederland. Het piekte op de 52e plaats van de Single Top 100 in de vier weken dat het in deze hitlijst te vinden was. De Top 40 en haar Tipparade werden niet bereikt. Ook in de Vlaamse Ultratop 50 was er geen notering, al werd het wel getipt voor deze lijst.